# Centaurea cyanus
Il fiordaliso (nome scientifico  Centaurea cyanus  L., 1753)  è una pianta erbacea, angiosperma dicotiledone, annuale, appartenente alla famiglia delle Asteraceae.

## Etimologia
Questa specie è stata talvolta inclusa nel genere Cyanus, oggi declassato a sottogenere (sect. Cyanus), con il nome Cyanus segetum, il cui epiteto specifico (segetum) deriva dalla parola latina seges (“campo coltivato” o anche “il seminato”), con riferimento al suo habitat tipico: i campi di cereali. Il suo nome comune deriva invece dal francese fleur de lis (fior di giglio). È chiamato anche cìano (dal greco κύανος kýanos, "tinta blu" ma anche, appunto, "fiordaliso") sebbene il termine sia in disuso o di impiego poetico.

Il vecchio binomio scientifico di questa pianta (Cyanus segetum) era stato proposto dal botanico inglese John Hill (c. 1716-1775) nella pubblicazione “Herb Brit 1: 82” del 1769 riferendosi a due episodi della mitologia romana: il primo narra della dea Flora, innamorata di un giovanotto di nome Ciano (Cyanus), che quando lo ritrovò morto disteso in un campo di fiordalisi diede a quei fiori il nome del suo amato. Il nome Centaurea, assegnato inizialmente da Linneo, prende il nome da Chirone, un centauro, che rimase ferito al piede da una freccia avvelenata e si curò con il succo tratto da questo fiore. Nel 1905 in Italia sono attestati i nomi "bluet" e "bleuet", prestiti linguistici dal francese all'epoca molto in voga.

## Descrizione

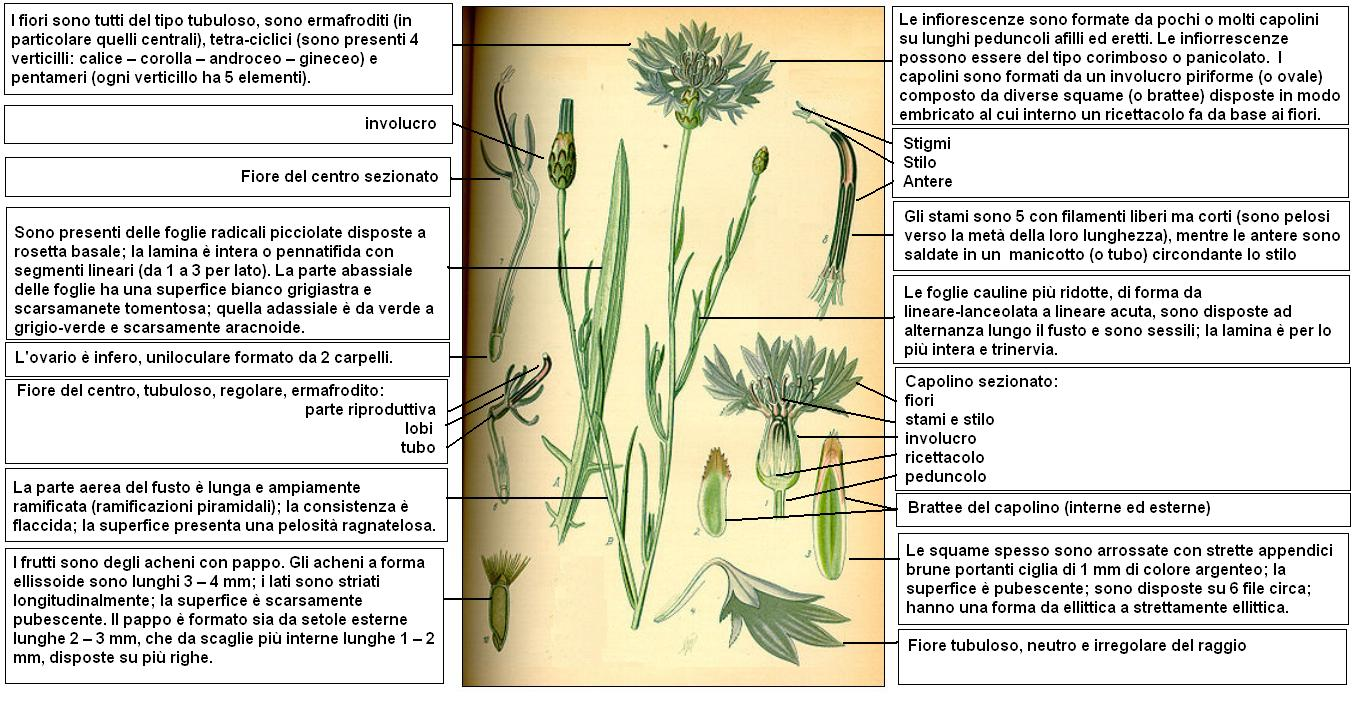
Descrizione delle parti della pianta

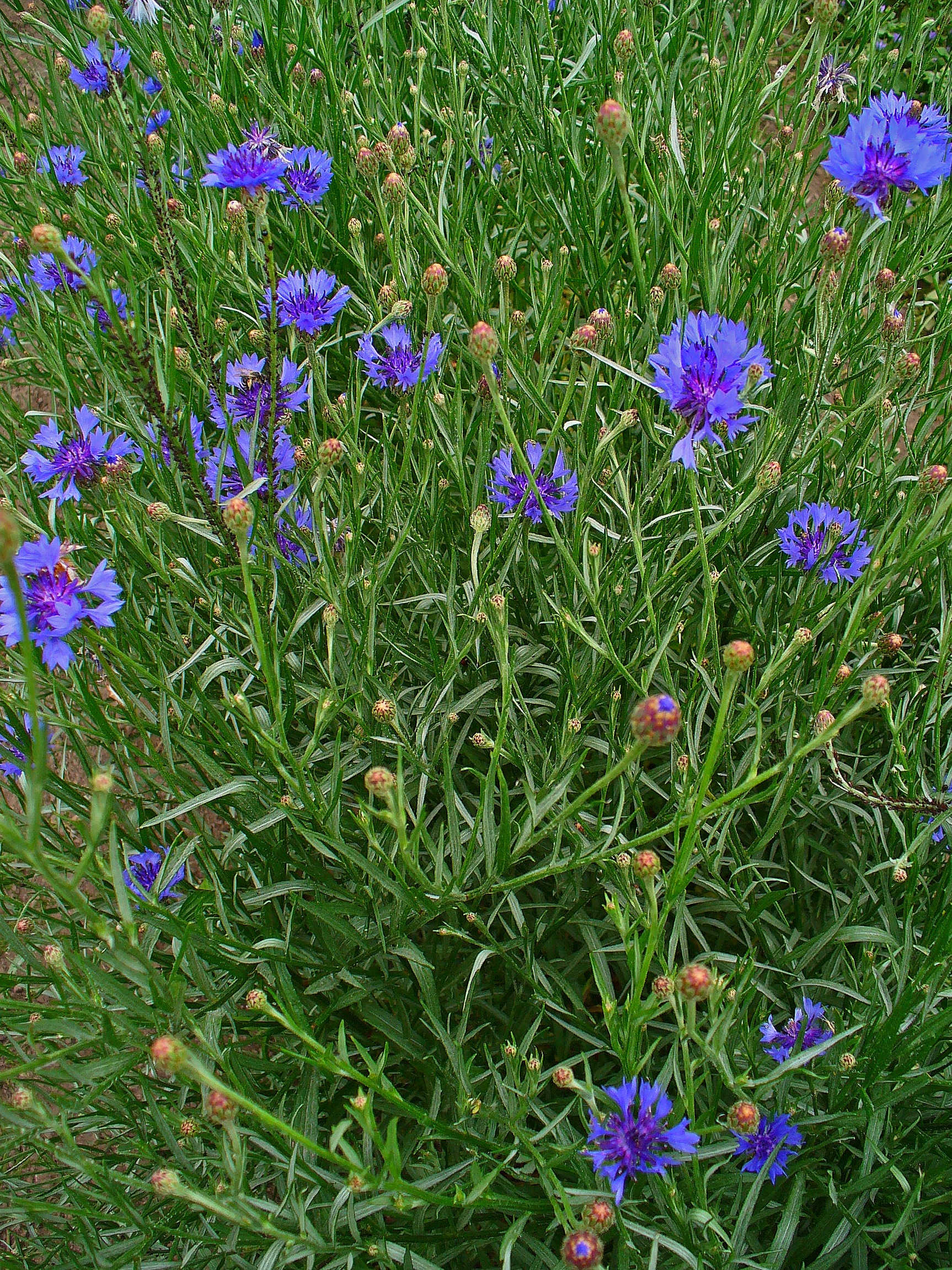
Il portamento

È una pianta annuale (raramente biennale) che può avere un'altezza di 30–80 cm. La forma biologica è terofita scaposa (T scap), ossia sono piante che essendo annuali superano la stagione avversa sotto forma di seme; sono munite di asse fiorale eretto e spesso privo di foglie. Tutta la pianta è ricoperta da una tomentosità molle e biancastra.

### Radici
Le radici sono secondarie da fittone.

### Fusto
La parte aerea del fusto è lunga e ampiamente ramificata (ramificazioni di tipo piramidale); la consistenza è flaccida; la superficie presenta una pelosità ragnatelosa (aracnoide).

### Foglie

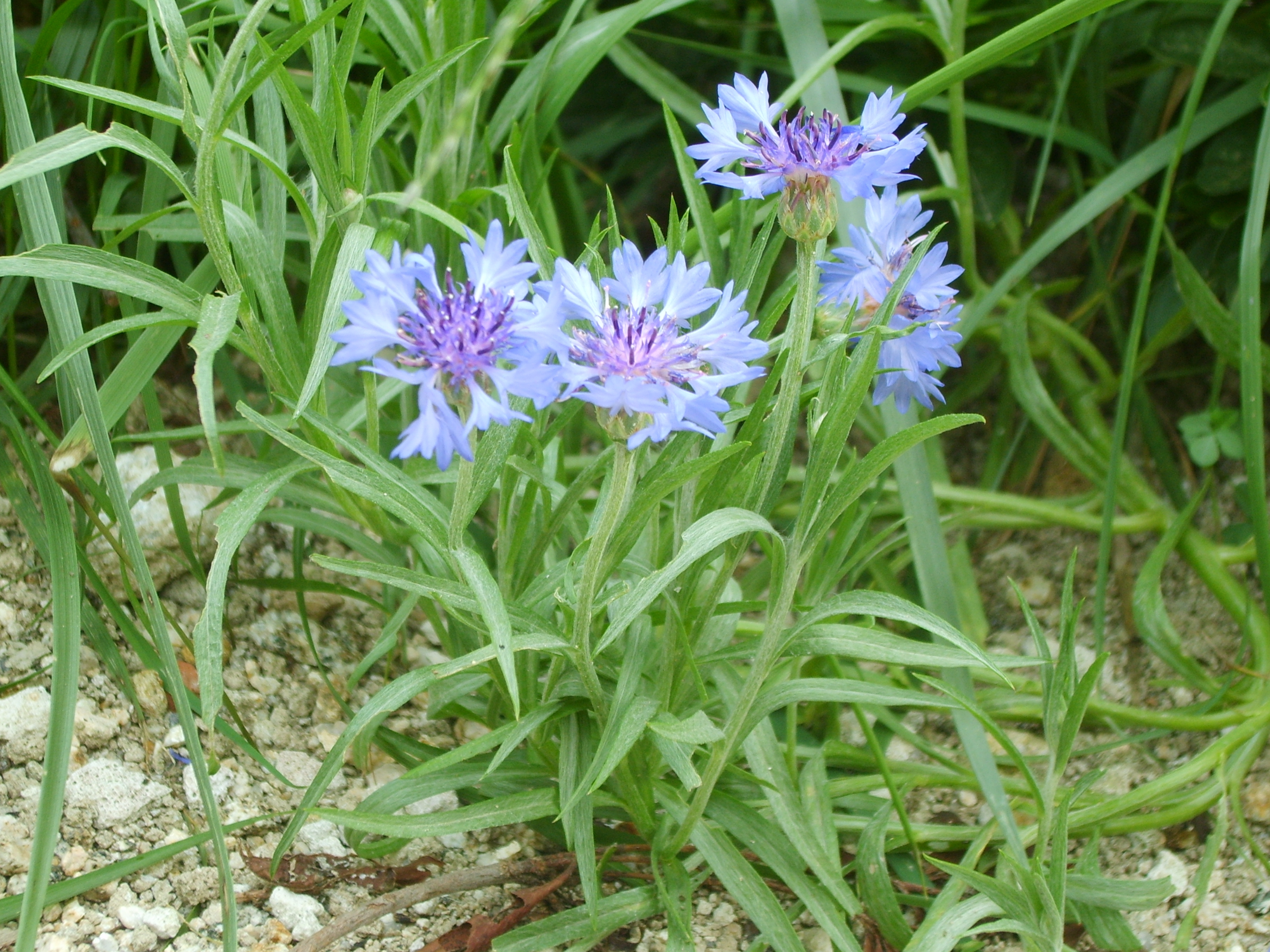
Le foglie

Sono presenti delle foglie radicali picciolate disposte a rosetta basale; la lamina è intera o pennatifida con segmenti lineari (da 1 a 3 per lato). La parte abassiale delle foglie ha una superficie bianco grigiastra e scarsamente tomentosa; quella adassiale è da verde a grigio-verde e scarsamente aracnoide. Le foglie cauline più ridotte, di forma da lineare- lanceolata a lineare acuta, sono disposte ad alternanza lungo il fusto e sono sessili; la lamina è per lo più intera e trinervia. Dimensioni delle foglie: larghezza 3 — 8 mm; lunghezza 20 — 70 mm.

### Infiorescenza

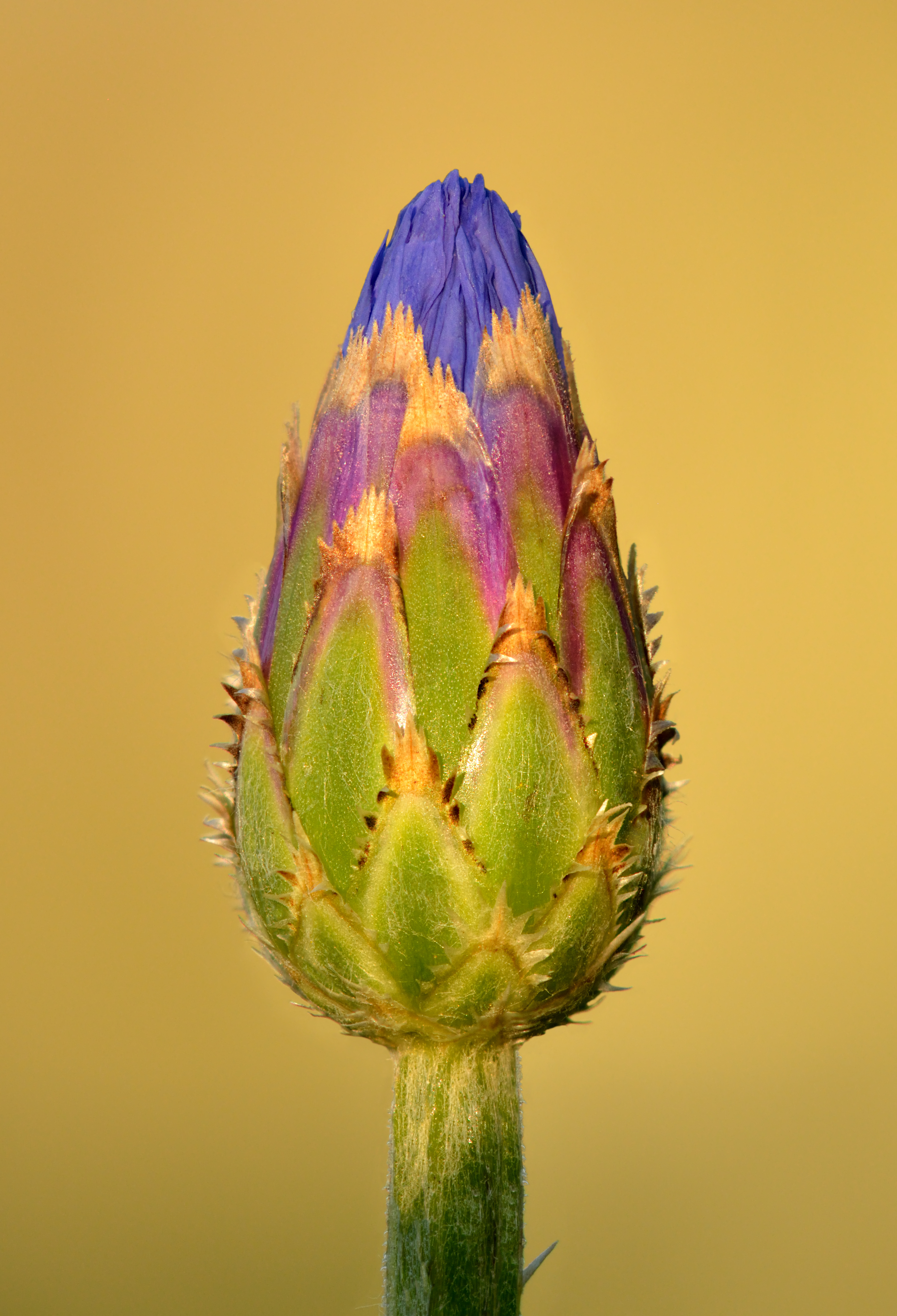
L’involucro

Le infiorescenze sono formate da pochi o molti capolini su lunghi peduncoli afilli ed eretti. Le infiorescenze possono essere del tipo corimboso o panicolato. I capolini sono formati da un involucro piriforme (o ovale) composto da diverse squame (o brattee) disposte in modo embricato al cui interno un ricettacolo fa da base ai fiori. Le squame spesso sono arrossate con strette appendici brune strette (0,3 mm) portanti ciglia di 1 mm di colore argenteo; la superficie è pubescente; sono disposte su sei file circa; hanno una forma da ellittica a strettamente ellittica. Diametro dei capolini: 20 — 30 mm. Diametro dell'involucro: 5–10 mm. Dimensione delle squame esterne: larghezza 2 — 4 mm; lunghezza 3–6 mm. Dimensione delle squame interne: larghezza 3 — 4 mm; lunghezza 10 — 11 mm.

### Fiore

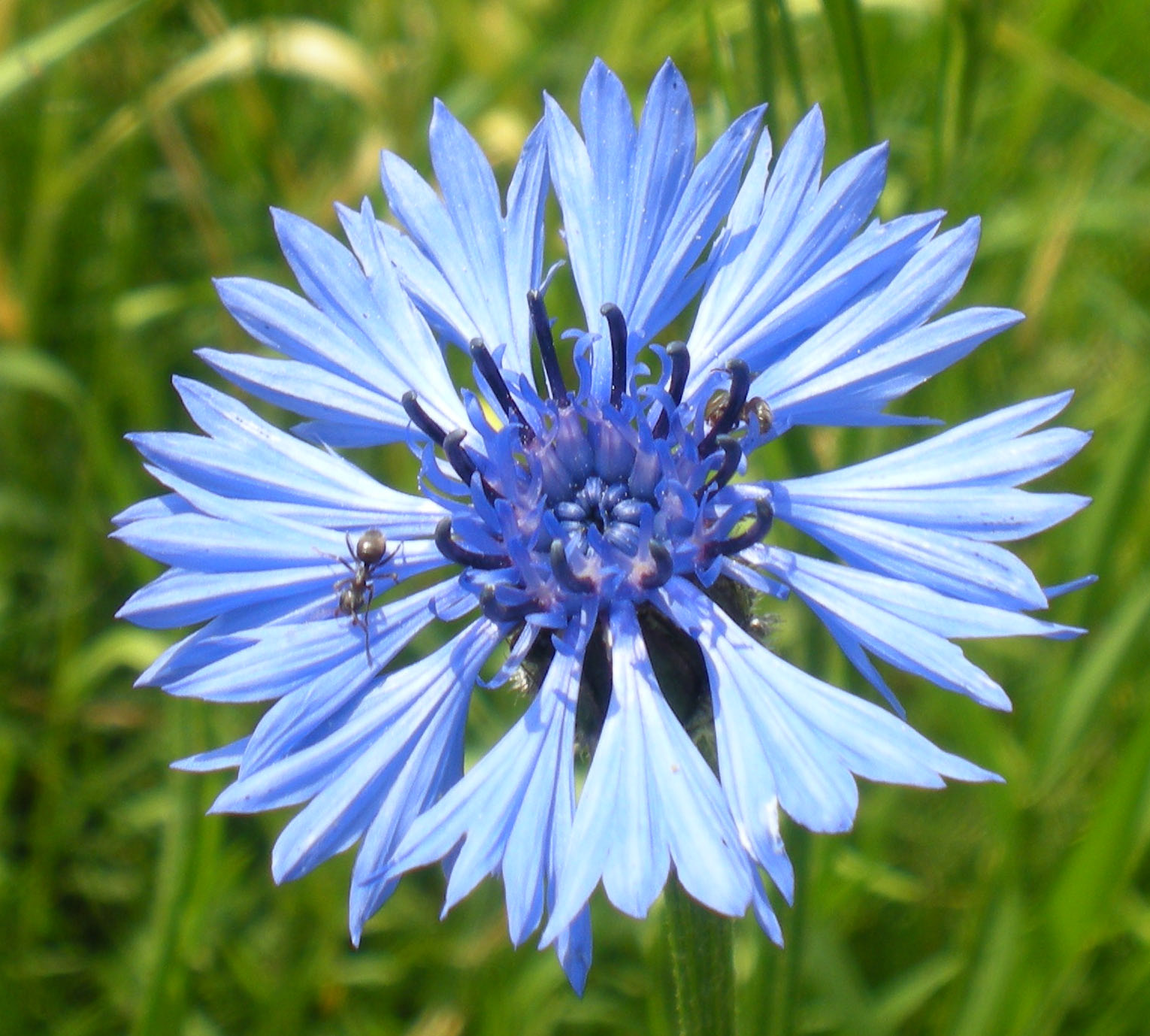
I fiori

I fiori sono tutti del tipo tubuloso (il tipo ligulato, i fiori del raggio, presente nella maggioranza delle Asteraceae, qui è assente), sono ermafroditi (in particolare quelli centrali), tetra-ciclici (sono presenti 4 verticilli: calice – corolla – androceo – gineceo) e pentameri (ogni verticillo ha 5 elementi).
- Formula fiorale:

- /x K {\displaystyle \infty }, [C (5), A (5)], G 2 (infero), achenio

- Calice: i sepali del calice sono ridotti ad una coroncina di squame.
- Corolla: la corolla è tubulosa con apice a 5 lobi esili. La corolla dei fiori centrali è zigomorfa, quella dei fiori periferici è attinomorfa, più grande (i lobi sono allargati in sette-nove divisioni irregolari), e disposta in modo patente per rendere più appariscente tutta l'infiorescenza.[21] Il colore della corolla è di norma azzurro-violetta, ma può variare in intensità, in lucentezza, in vivacità in relazione con l'acidità del suo succo cellulare[11]. Lunghezza dei fiori: 16 mm.
- Androceo: gli stami sono 5 con filamenti liberi ma corti (sono pelosi verso la metà della loro lunghezza), mentre le antere sono saldate in un manicotto (o tubo) circondante lo stilo e lungo quasi quanto la corolla; la parte superiore è costituita da prolungamenti coriacei.[22] I filamenti delle antere sono provvisti di movimenti sensitivi attivati da uno stimolo tattile qualsiasi (come ad esempio un insetto pronubo) in modo da far liberare dalle antere il polline. Contemporaneamente anche lo stilo si raddrizza per ricevere meglio il polline.[21]
- Gineceo: gli stigmi dello stilo sono due divergenti; l'ovario è infero uniloculare formato da 2 carpelli.[22]
- Antesi: da maggio a ottobre (fino ad agosto a quote più alte).

### Frutti
I frutti sono degli acheni con pappo. Gli acheni a forma ellissoide sono lunghi 3–4 mm; i lati sono striati longitudinalmente; la superficie è scarsamente pubescente. Il pappo è formato sia da setole esterne lunghe 2–3 mm, che da scaglie più interne lunghe 1–2 mm, disposte su più righe.

## Biologia
- Impollinazione: l'impollinazione avviene tramite insetti (impollinazione entomogama tramite farfalle diurne e notturne).
- Riproduzione: la fecondazione avviene fondamentalmente tramite l'impollinazione dei fiori (vedi sopra).
- Dispersione: i semi (gli acheni) cadendo a terra sono successivamente dispersi soprattutto da insetti tipo formiche (disseminazione mirmecoria). In questo tipo di piante avviene anche un altro tipo di dispersione: zoocoria. Infatti gli uncini delle brattee dell'involucro si agganciano ai peli degli animali di passaggio disperdendo così anche su lunghe distanze i semi della pianta.

## Distribuzione e habitat

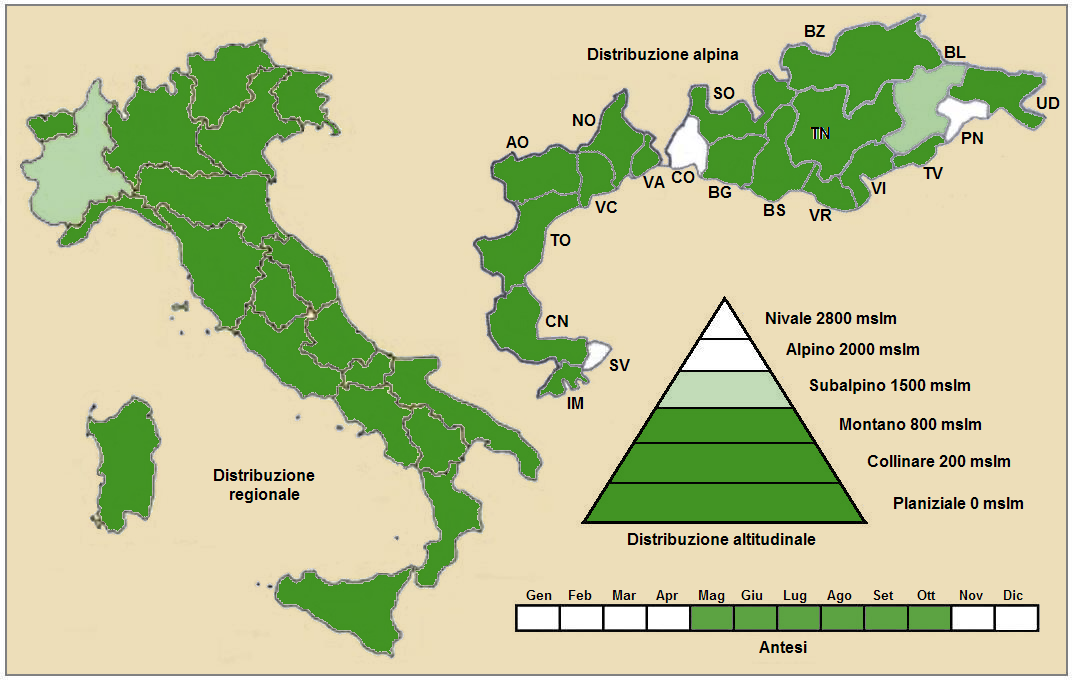
Distribuzione della pianta
(Distribuzione regionale – Distribuzione alpina)

- Geoelemento: il tipo corologico (area di origine) è Steno-Mediterraneo divenuto Subcosmopolita.
- Distribuzione: in passato era comune in Italia, attualmente è a rischio di estinzione e piuttosto raro da vedere al punto che sono nati progetti di salvaguardia e riproduzione.[25] Sui vari rilievi europei è presente, oltre che nelle Alpi, anche nei Vosgi, Massiccio del Giura, Massiccio Centrale, Pirenei, Monti Balcani e Carpazi.[24] Nel suo areale originario (l'Europa) questa specie è in declino, a causa dei diserbanti usati in agricoltura[8][26]; in particolare, nel Regno Unito, la sua diffusione si è drasticamente ridotta negli ultimi 50 anni, tanto da essere classificata come a rischio di estinzione.[27] Comunque, grazie al suo utilizzo come pianta ornamentale, è stata introdotta in molte altre aree del mondo, come il Nord America[28] e parti dell'Australia.[29]
- Habitat: il suo habitat tipico sono i campi di cereali; cresce inoltre in luoghi come prati, terreni incolti e ai bordi delle strade. Fa parte delle specie cosiddette "messicole". Il substrato preferito è calcareo ma anche siliceo con pH neutro, bassi valori nutrizionali del terreno che deve essere secco.[24]
- Distribuzione altitudinale: sui rilievi queste piante si possono trovare da 0 fino a 1.500 m s.l.m.; frequentano quindi i seguenti piani vegetazionali: collinare, montano e in parte subalpino (oltre a quello planiziale – a livello del mare).

### Fitosociologia
Dal punto di vista fitosociologico questa specie è stata per decenni guida dell'ordine Centaureetalia cyani; gli attuali standard sintassonomici non riconoscono però valido il nome tale syntaxon, considerandolo nomen ambiguum. 

## Usi
Il fiordaliso viene usato principalmente dall'industria farmaceutica nella cura degli occhi: l'acqua distillata ha proprietà astringenti e disinfiammanti e può essere utilizzata per sciacqui e collirii. Il colore azzurro vivace dei prodotti a base di fiordaliso, capace di influenzare positivamente la clientela, non è probabilmente estraneo al successo di questo impiego.

## Tassonomia
La famiglia di appartenenza di questa voce (Asteraceae o Compositae, nomen conservandum) probabilmente originaria del Sud America, è la più numerosa del mondo vegetale, comprende oltre 23.000 specie distribuite su 1.535 generi, oppure 22.750 specie e 1.530 generi secondo altre fonti (una delle checklist più aggiornata elenca fino a 1.679 generi). La famiglia attualmente (2021) è divisa in 16 sottofamiglie.
La tribù Cardueae (della sottofamiglia Carduoideae) a sua volta è suddivisa in 12 sottotribù (la sottotribù Centaureinae è una di queste).
Il genere Centaurea elenca oltre 700 specie distribuite in tutto il mondo, delle quali un centinaio sono presenti spontaneamente sul territorio italiano.
Nella seconda edizione (2018) della "Flora d'Italia" di Sandro Pignatti questa specie è stata segregata nel genere Cyanus Mill. considerato da altre checklist un sinonimo di Centaurea.

### Filogenesi
La classificazione della sottotribù rimane ancora problematica e piena di incertezze. Il genere di questa voce è inserito nel gruppo tassonomico informale Centaurea Group formato dal solo genere Centaurea. La posizione filogenetica di questo gruppo nell'ambito della sottotribù è definita come il "core" della sottotribù; ossia è stato l'ultimo gruppo a divergere intorno ai 10 milioni di anni fa.
La specie di questa voce è inclusa nella sect. Cyanus del genere Centaurea. La Centaurea sect. Cyanus ha una origine orientale (probabilmente è nata da un ceppo caucasico o nord iraniano). Il gruppo è suddiviso in due sottosezioni: Cyanus a ciclo biologico annuale e Perennes a ciclo biologico perenne, entrambe sono monofiletiche e ben definite. I caratteri distintivi del gruppo (dal resto delle centauree) sono:
- il colore dei fiori è azzurro, azzurro-violetto o blu;
- le brattee involucrali sono prive di spine;
- le appendici delle brattee dell'involucro hanno un margine che decorre su entrambi i lati fino alla base.

Questo gruppo comprende le seguenti specie (relative alla flora spontanea italiana):
Subsect. Perennes:
- Centaurea axillaris Willd. (sinonimo = Cyanus nanus (Ten.) Pignatti et Iamonico)
- Centaurea montana L. (sinonimo = Cyanus montanus (L.) Hill)
- Centaurea triumfettii All. (sinonimo = Cyanus triumfettii (All.) Dostál ex Á.Löve & D.Löve)

Subsect. Cyanus:
- Centaurea cyanus L. (sinonimo = Cyanus segetum Hill)
- Centaurea depressa M.Bieb. (sinonimo = Cyanus depressus (M.Bieb.) Sojaò

l cladogramma seguente, tratto dallo studio citato e semplificato, mostra una possibile configurazione filogenetica della sezione (relativamente alle specie della flora italiana).
|  | \| \| Centaurea axillaris \| \| \| \| \| \| Centaurea triumfettii \| \| \| \| |
|  |                                                                               |
|  | Centaurea montana                                                             |
|  |                                                                               |
|  | Centaurea axillaris                                                           |
|  |                                                                               |
|  | Centaurea triumfettii                                                         |
|  |                                                                               |

|  | Centaurea axillaris   |
|  |                       |
|  | Centaurea triumfettii |
|  |                       |

|  | \| \| Centaurea axillaris \| \| \| \| \| \| Centaurea triumfettii \| \| \| \| |
|  |                                                                               |
|  | Centaurea montana                                                             |
|  |                                                                               |
|  | Centaurea axillaris                                                           |
|  |                                                                               |
|  | Centaurea triumfettii                                                         |
|  |                                                                               |

|  | Centaurea axillaris   |
|  |                       |
|  | Centaurea triumfettii |
|  |                       |

|  | Centaurea cyanus   |
|  |                    |
|  | Centaurea depressa |
|  |                    |

|  | \| \| Centaurea axillaris \| \| \| \| \| \| Centaurea triumfettii \| \| \| \| |
|  |                                                                               |
|  | Centaurea montana                                                             |
|  |                                                                               |
|  | Centaurea axillaris                                                           |
|  |                                                                               |
|  | Centaurea triumfettii                                                         |
|  |                                                                               |

|  | Centaurea axillaris   |
|  |                       |
|  | Centaurea triumfettii |
|  |                       |

|  | \| \| Centaurea axillaris \| \| \| \| \| \| Centaurea triumfettii \| \| \| \| |
|  |                                                                               |
|  | Centaurea montana                                                             |
|  |                                                                               |
|  | Centaurea axillaris                                                           |
|  |                                                                               |
|  | Centaurea triumfettii                                                         |
|  |                                                                               |

|  | Centaurea axillaris   |
|  |                       |
|  | Centaurea triumfettii |
|  |                       |

|  | Centaurea cyanus   |
|  |                    |
|  | Centaurea depressa |
|  |                    |

Il numero cromosomico di  C. cyanus è: 2n = 24 e 48

### Sinonimi

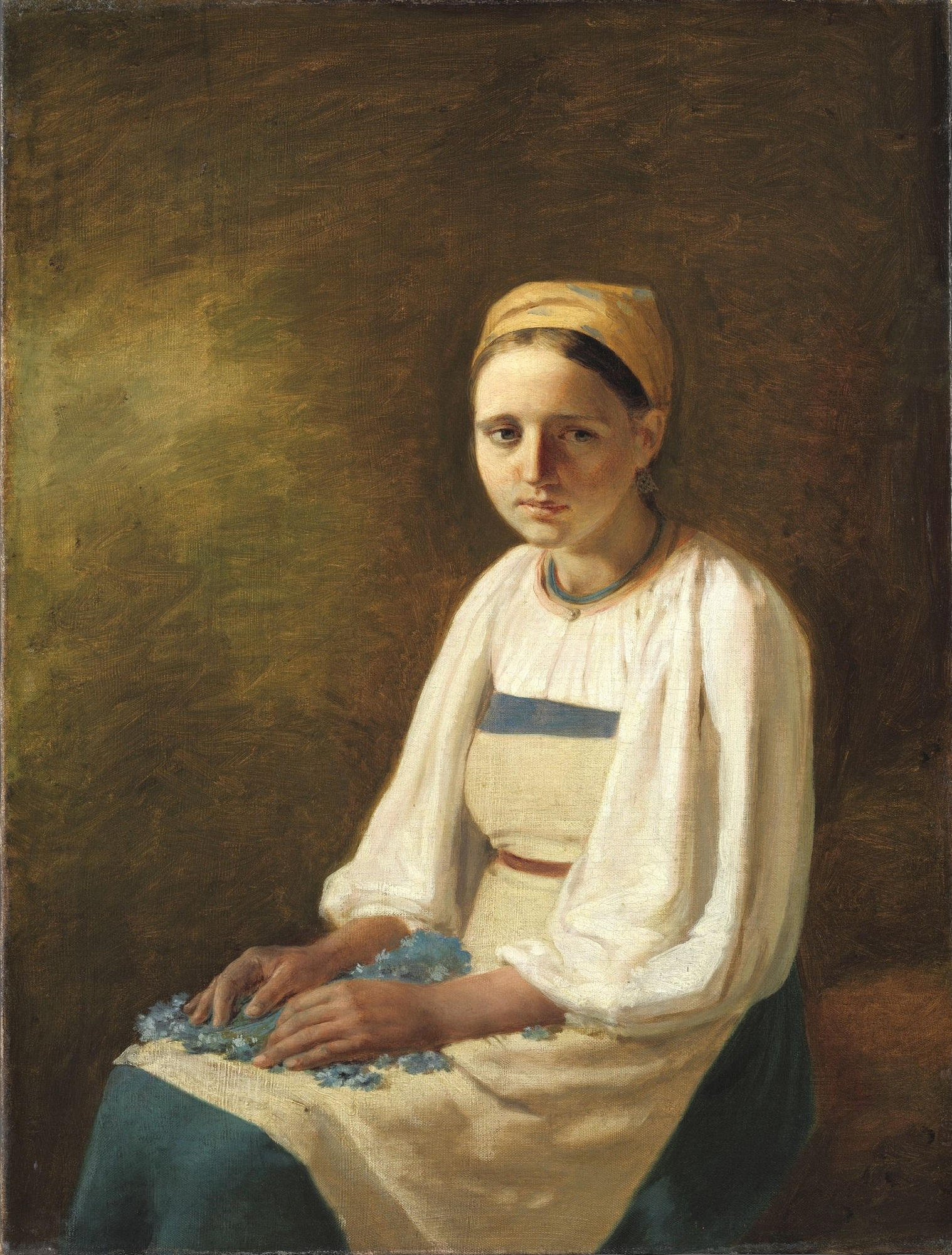
Aleksej Gavrilovič Venecianov, Giovane contadina con fiordalisi, 1825-1826

Questa entità ha avuto nel tempo diverse nomenclature. L'elenco seguente indica alcuni tra i sinonimi più frequenti:
- Centaurea concinna  Willd. ex Steud.
- Centaurea concinna  (Boiss. & A.Huet.) Trautv.
- Centaurea cyaneum  St.-Lag.
- Centaurea cyanocephala  Velen.
- Centaurea cyanus  L.
- Centaurea cyanus  L. subsp. coa  Rech.f.
- Centaurea cyanus  L. subsp. cyanus
- Centaurea cyanus  L. var. cyanus
- Centaurea cyanus  L. var. denudata  Suksd.
- Centaurea hortorum  Pau
- Centaurea lanata  Roxb.
- Centaurea pulchra  DC.
- Centaurea rhizocephala  Trautv.
- Centaurea segetalis  Salisb.
- Centaurea umbrosa Reut.

## Altre notizie
Il fiordaliso in altre lingue è chiamato nei seguenti modi:
- (DE)  Kornblume
- (FR)  Bleuet
- (EN)  Cornflower
- (EN)  Bachelor's Button (USA)
- (SV)  Blåklinten